# International Journal of Urology
Das International Journal of Urology ist die offizielle Publikation der Japanese Urological Association und der Urological Association of Asia. Sie ist eine Open-Access-Zeitschrift und bezeichnet sich als die führende urologische Fachzeitschrift in Asien.